# Armilla

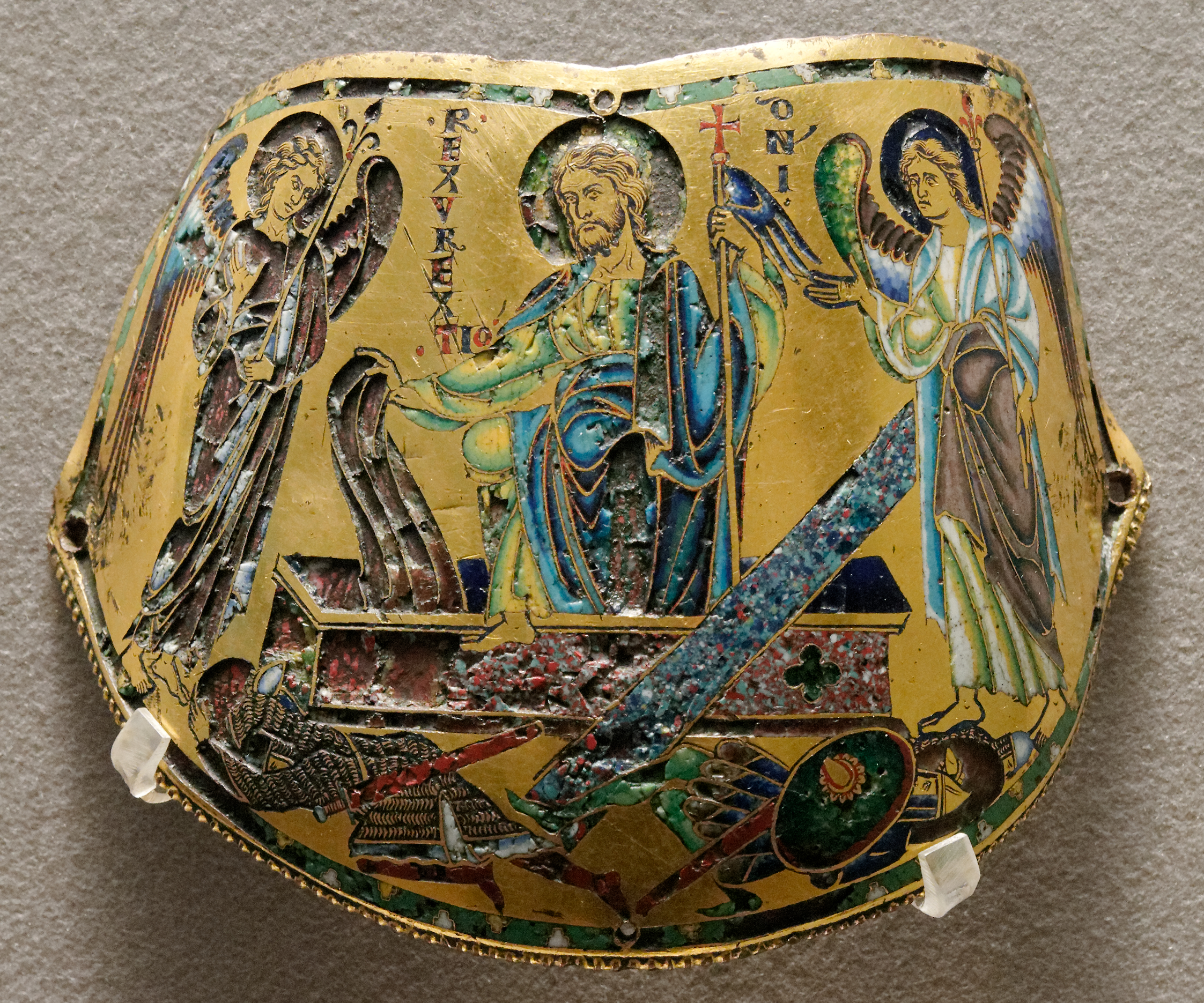
Armilla eines Krönungsornats, maasländisch 1170–1180 (Musée du Louvre, Paris)

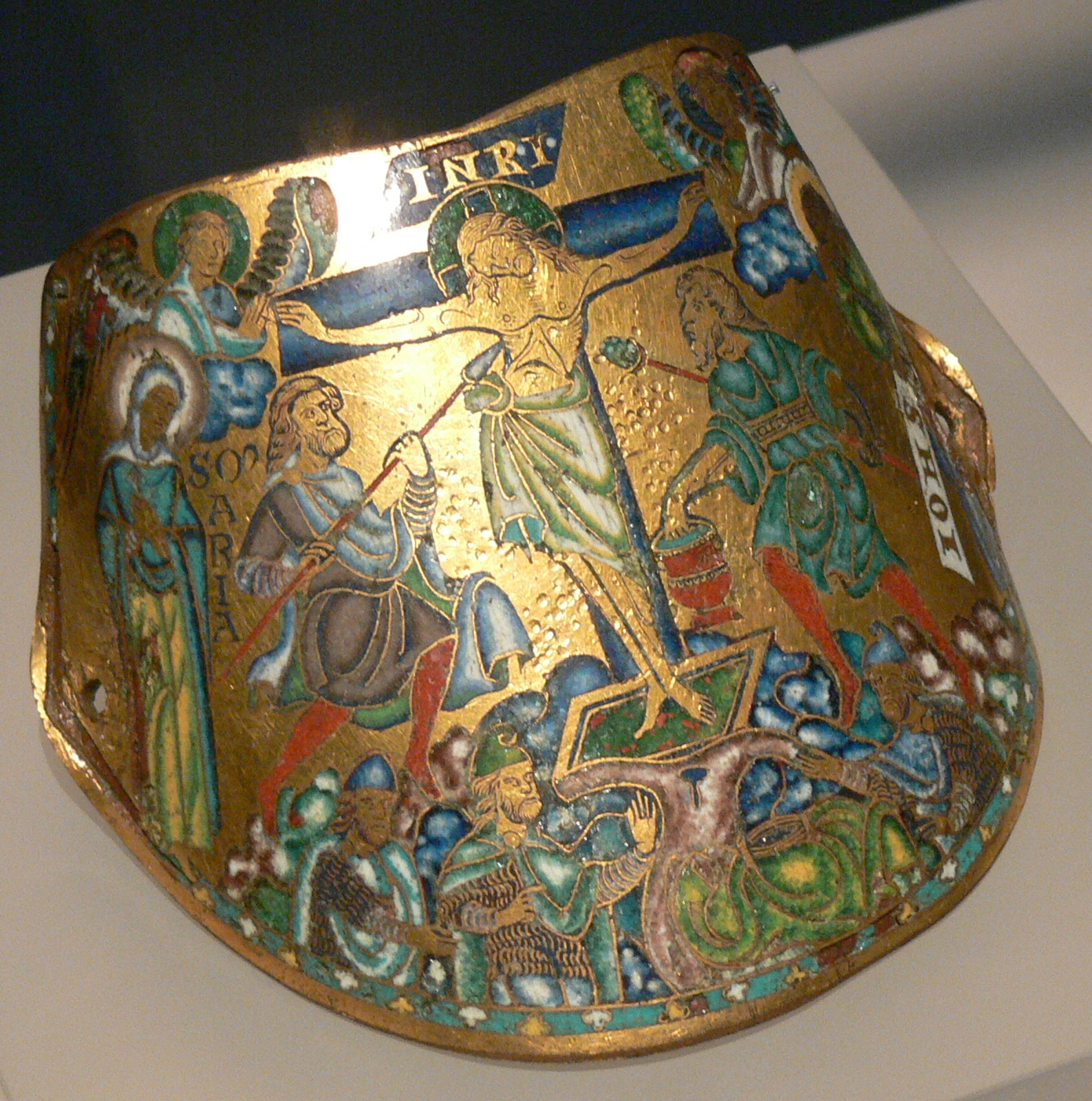
Armilla mit Kreuzigungsdarstellung, maasländisch 1170–1180 (Germanisches Nationalmuseum, Nürnberg)

Eine Armilla (lateinisch; Plural: Armillae) ist ein silbernes, gelegentlich auch goldenes Armband. Es wurde im antiken Rom als Auszeichnung an Soldaten verliehen.
Es findet sich gelegentlich auch bei mittelalterlichen Prunkrüstungen, dort häufig als vergoldeter und bemalter Oberarmbesatz.
Zwei prunkvolle Armillae, die vermutlich aus dem Umfeld Kaiser Friedrich Barbarossas stammen und die heute im Louvre (Paris) sowie im Germanischen Nationalmuseum (Nürnberg) aufbewahrt werden, gelten als herausragende Beispiele für die maasländische Goldschmiede- und Emailkunst des 12. Jahrhunderts.